# Чиляев, Борис Гаврилович
Борис Гаврилович Чиляев (Челяев, Чиладзе, Чилашвили) (1798—1850) — генерал-майор, участник Кавказских походов.

## Биография
Происходил из грузинских дворян Тифлисской губернии.
Военную службу начал в 1816 году юнкером в лейб-гвардии Финляндском полку, в 1818 году произведён в прапорщики, в 1820 году — в подпоручики и в 1823 году — в поручики.
В 1819 году был посвящён в масоны в петербургской ложе «Умирающий сфинкс», одним из руководителей которой был его брат Егор.
7 апреля 1827 года Чиляев получил чин штабс-капитана с переводом в 7-й карабинерный полк, в рядах которого принял участие в русско-персидской войне. За отличие в Тавризской экспедиции он был произведён в майоры и награждён орденом св. Владимира 4-й степени. Занимал должность коменданта Шуши.
По окончании войны он некоторое время нёс службу по гражданскому ведомству на Северном Кавказе и 23 ноября 1829 года за отличное исполнение своих обязанностей получил чин подполковника.
Далее Чиляев постоянно принимал участие в походах против горцев. В июне—июле 1830 года он отличился в походе в Южную Осетию, за что был награждён орденом св. Анны 2-й степени. 14 марта 1833 года он был назначен командиром 42-го егерского полка и сражался в Дагестане, находился при занятии аула Гимры; за отличие в этом деле ему была пожалована императорская корона к ордену св. Анны 2-й степени. В следующем году, по окончательном упразднении номерных егерских полков, Чиляев был переведён в Тифлисский пехотный полк.
В 1837 году Чиляев был назначен командующим войсками в Абхазии с состоянием по армии и при Отдельном Кавказском корпусе и участвовал в экспедиции в Цебельду, был при занятии мыса Константиновского. В 1838 году уволен в отпуск для излечения болезни, в 1839 году произведён в полковники.
В 1840 году Чиляев получил в командование Грузинский гренадерский полк, однако в конце следующего года был отстранён с этого поста с оставлением при армии и назначением командиром Грузинской пешей милиции. В 1843 году он был назначен в Мингрельский гренадерский полк и за отличие в кампании 1844 года в Дагестане был награждён орденом св. Владимира 3-й степени.
В 1845 году Чиляев был переведён в Тифлисский егерский полк, которым командовал с 1847 года. За отличие в кампании 1848 года на Лезгинской кордонной линии Чиляев был произведён в генерал-майоры и в следующем году назначен начальником Джаро-Белоканского военного округа и всей Лезгинской кордонной линии с оставлением по армии. Тогда же он предпринял поход против горцев аула Хупро, закончившийся успешным двухдневным сражением.
Кампания 1850 года на Лезгинской линии началась крайне неприятным происшествием. 8 мая сквозь кордоны на равнину прорвался тысячный отряд горских мюридов и напал на Белоканы. Там в это время находился сводный отряд Грузинской милиции и охотничья команда Тифлисского гренадерского полка под общим командованием штабс-капитана Кобулова. Увлёкшись погоней зи горстью лезгин Кобулов попал в засаду и погиб с большей частью команды. Князь Воронцов сделал Чиляеву крайне жёсткий выговор за это происшествие. Чиляев, сильно расстроенный этим выговором, отпросился в отпуск и уехал в Пятигорск.
В октябре, вернувшись к месту службы, Чиляев не смог помешать набегу Хаджи-Мурата, а организованная им погоня была безуспешна как из-за его собственной неторопливости, так и из-за невнимательности начальника одного из отрядов преследователей князя Багратион-Мухранского.
Эти неудачи надломили Чиляева и в конце 1850 года он скончался в Закаталах.